# Quận Hockley, Texas
Quận Hockley (tiếng Anh: Hockley County) là một quận trong tiểu bang Texas, Hoa Kỳ. Quận lỵ đóng ở thành phố Levelland6. Theo kết quả điều tra dân số năm 2000 của Cục điều tra dân số Hoa Kỳ, quận có dân số 22.716 người. Quận được đặt tên theo George Washington Hockley, Bộ trưởng chiến tranh Cộng hòa Texas.